# The South Tower (escultura)
The South Tower es una escultura de acero inoxidable al aire libre que representa la Torre Sur del World Trade Center en el momento previo a su derrumbe durante los atentados del 11 de septiembre de 2001 en Nueva York. Creada como homenaje a las víctimas del atentado y diseñada por el artista estadounidense Don Gummer, se encuentra en el campus de la Indiana University-Purdue University Indianapolis (IUPUI), cerca del centro de Indianápolis (Indiana), siendo propiedad del artista.

## Descripción
The South Tower es una escultura abstracta rectangular de acero inoxidable esmerilado. Con unas dimensiones de 300 cm × 91 cm × 61 cm, la estructura es vertical y se representa como si se separara en la parte superior. El diseño en forma de rejilla de cada sección se extiende por la escultura creando una estructura inclinada en forma de S. Cuatro pernos fijan la obra a la base circular de hormigón. Está firmada "Don Gummer 2008" en la parte frontal de la obra.

## Recepción
El propio autor describió su obra. "Es una escultura alta, rectangular y con rejilla vertical que empieza a desprenderse en la parte superior. Es muy sencilla. Iba de camino al estudio cuando se produjo el atentado (del 11 de septiembre de 2001) y vi caer la Torre Sur. Lo tengo grabado en la memoria". La decana de la Escuela de Arte y Diseño Herron, Valerie Eickmeier, dijo que "[la escultura] contribuirá al diálogo actual sobre la escultura pública contemporánea. Está perfectamente situada en el jardín de esculturas de Herron para atraer a los visitantes de la Ruta Cultural de Indianápolis".